# Crépand
Crépand és un municipi francès, situat al departament de la Costa d'Or i a la regió de Borgonya - Franc Comtat. L'any 2007 tenia 343 habitants.

## Demografia

### Població
El 2007 la població de fet de Crépand era de 343 persones. Hi havia 132 famílies, de les quals 28 eren unipersonals (20 homes vivint sols i 8 dones vivint soles), 48 parelles sense fills, 44 parelles amb fills i 12 famílies monoparentals amb fills.
La població ha evolucionat segons el següent gràfic:
Habitants censats

### Habitatges
El 2007 hi havia 163 habitatges, 139 eren l'habitatge principal de la família, 4 eren segones residències i 20 estaven desocupats. 162 eren cases i 1 era un apartament. Dels 139 habitatges principals, 124 estaven ocupats pels seus propietaris, 13 estaven llogats i ocupats pels llogaters i 2 estaven cedits a títol gratuït; 1 tenia una cambra, 1 en tenia dues, 23 en tenien tres, 57 en tenien quatre i 56 en tenien cinc o més. 124 habitatges disposaven pel capbaix d'una plaça de pàrquing. A 58 habitatges hi havia un automòbil i a 64 n'hi havia dos o més.

### Piràmide de població
La piràmide de població per edats i sexe el 2009 era:
| Homes | Edats   | Dones |
| ----- | ------- | ----- |
| 0     | 95 o +  | 0     |
| 0     | 90 a 94 | 4     |
| 0     | 85 a 89 | 0     |
| 0     | 80 a 84 | 0     |
| 20    | 75 a 79 | 20    |
| 8     | 70 a 74 | 12    |
| 16    | 65 a 69 | 20    |
| 4     | 60 a 64 | 8     |
| 0     | 55 a 59 | 4     |
| 24    | 50 a 54 | 12    |
| 12    | 45 a 49 | 16    |
| 0     | 40 a 44 | 12    |
| 16    | 35 a 39 | 8     |
| 16    | 30 a 34 | 12    |
| 12    | 25 a 29 | 4     |
| 8     | 20 a 24 | 4     |
| 8     | 15 a 19 | 8     |
| 8     | 10 a 14 | 4     |
| 12    | 5 a 9   | 4     |
| 0     | 0 a 4   | 16    |

## Economia
El 2007 la població en edat de treballar era de 203 persones, 150 eren actives i 53 eren inactives. De les 150 persones actives 145 estaven ocupades (84 homes i 61 dones) i 5 estaven aturades (1 home i 4 dones). De les 53 persones inactives 20 estaven jubilades, 15 estaven estudiant i 18 estaven classificades com a «altres inactius».

### Ingressos
El 2009 a Crépand hi havia 143 unitats fiscals que integraven 353 persones, la mediana anual d'ingressos fiscals per persona era de 17.125 €.

### Activitats econòmiques
Dels 29 establiments que hi havia el 2007, 10 eren d'empreses de fabricació d'altres productes industrials, 6 d'empreses de construcció, 4 d'empreses de comerç i reparació d'automòbils, 1 d'una empresa de transport, 1 d'una empresa financera i 7 d'empreses de serveis.
Dels 8 establiments de servei als particulars que hi havia el 2009, 3 eren tallers de reparació d'automòbils i de material agrícola, 1 taller d'inspecció tècnica de vehicles, 3 fusteries i 1 lampisteria.
L'any 2000 a Crépand hi havia 4 explotacions agrícoles.

## Equipaments sanitaris i escolars
El 2009 hi havia una escola elemental.

## Poblacions més properes
El següent diagrama mostra les poblacions més properes.